# 올리버 노스
올리버 로런스 노스(Oliver Laurence North, 1943년 10월 7일 ~ )는 미국의 정치평론가, 텔레비전 호스트, 군사 역사가, 작가이자 퇴역 미국 해병대 중령이다.
베트남 전쟁 참전 군인으로, 1980년대 말 이란-콘트라 사건 당시 국가안전보장회의에서 콘트라 반군에게 이란에 판매한 무기의 수익금을 투자하는 역할을 맡아 수행했다. 해당 사항을 미 의회 청문회에서 증언하는 대가로 제한된 증인특권을 얻었고 관련하여 기소되었으나 1991년 기각되었다.
1994년 버지니아주 상원의원 선거에 공화당 후보로 출마하였으나 낙선하였으며, 1995년부터 2003년까지 토크쇼 《라디오 아메리카》(Radio America)의 진행자를 맡았고 2001년부터 2016년까지 폭스 뉴스에서 《워 스토리스 위드 올리버 노스》(War Stories with Oliver North)를 진행했다. 2018년 5월 전미 총기 협회 회장으로 선출되었고 협회 최고경영자 웨인 라피에르와 갈등을 겪다 2019년 4월 사임했다.